# Rosina Heikel
Rosina Heikel, née le 17 mars 1842, morte le 13 décembre 1929, est une médecin et féministe finlandaise. 
Elle devient en 1878 la première femme médecin de Finlande et des pays nordiques, et se spécialise en gynécologie et pédiatrie. Elle milite pour les droits des femmes et l'égalité des chances.

## Biographie

### Enfance
Emma Rosina Heikel naît le 17 mars 1842 à Kaskinen en Finlande. Elle est la fille de Carl Johan Heikel et de Kristina Elisabet Dobbin. Son père est le maire d'Oulu et de Kokkola ; ses deux frères Alfred et Emil étudient la médecine. Elle fréquente successivement l'école à Vaasa, Jakobstad, Porvoo et Helsinki, et est une bonne élève. 

### Études de médecine
Dès son plus jeune âge, elle croit que l'accès à l'éducation doit être égal pour tous sans distinction de sexe, et elle décide en 1862 de devenir médecin comme ses frères. Mais à l'époque, il n'y a pas d'université finlandaise permettant aux femmes d'étudier la médecine. Elle part alors en Suède pour se former en physiothérapie à l'Institut de Stockholm. Elle termine ses cours en 1866 et retourne à Helsinki, où elle suit un cours de maïeutique un an plus tard. Elle se rend à nouveau à Stockholm en 1869 pour suivre des cours supplémentaires d'anatomie et de physiologie,.
En 1870, Rosina Heikel est autorisée à assister à des cours de physiologie à l'université d'Helsinki, et elle reçoit en 1871 une autorisation spéciale pour étudier la médecine à l'université. Elle obtient son diplôme de médecine en 1878, devenant la première femme médecin en Finlande, et la première aussi dans les pays nordiques.

### Carrière médicale
Rosina Heikel n'a obtenu qu'une licence limitée pour pratiquer la médecine, qui ne lui permet de soigner que les femmes et les enfants. En 1878, elle exerce à Stockholm et à Copenhague, puis part à Vaasa en 1879 pour s'y spécialiser dans la santé des femmes et des enfants. Elle ne peut devenir membre de la Société médicale finlandaise qu'en 1884. 
En 1883, le poste de gynécologue de la ville d'Helsinki est créé pour elle ; il est transformé en 1889 en poste de gynécologue et de pédiatre de ville. Rosina Heikel exerce ses fonctions jusqu'en 1901 et conserve ensuite une pratique privée à Helsinki jusqu'en 1906.

### Militantisme
En parallèle à son exercice de la médecine, Rosina Heikel participe activement au mouvement des droits des femmes et à l'association féministe Naisasialiitto Unioni. Défenseuse de l'éducation des femmes, elle aide à la fondation de Konkordia-liitto, une organisation pour les femmes universitaires. 
Elle prend la parole en 1888 lors d'une réunion de la Société médicale finlandaise contre la prostitution légalisée et, en 1892, elle s'adresse au Naisasialiitto Unioni pour promouvoir l'égalité des chances en matière d'éducation pour les filles et les garçons. Elle dirige un atelier pour les enfants et veille sur la santé des enfants dans les campagnes finlandaises.

### Décès
Elle meurt le 13 décembre 1929 à Helsinki. Elle est enterrée au cimetière Hietaniemi à Helsinki.